# Gran Orden de las Ratas de Agua
La Gran Orden de las Ratas de Agua (en original en inglés: Grand Order of Water Rats) es una organización benéfica de la industria del entretenimiento británica con sede en Londres. Fundada en 1889 por los comediantes Joe Elvin y Jack Lotto, la orden es conocida por su membresía de alto perfil y trabajos benéficos (principalmente dentro de las industrias escénicas).

## Origen
En 1889, dos artistas del music hall británicos, Joe Elvin y Jack Lotto, tenían un poni llamado "Magpie". Como el poni era un ganador habitual de carreras, sus dueños decidieron que usarían las ganancias para ayudar a los artistas que eran menos afortunados que ellos. Un día, mientras Elvin conducía el poni de regreso a sus establos bajo una lluvia torrencial, un conductor de autobús que pasaba gritó: "¿Cómo llegaste allí, amigo?" "¡En nuestro poni trotador!" respondió Elvin. Al observar la condición desaliñada y empapada del poni, el conductor le gritó: "¿Poni trotador? ¡Parece más una rata de agua sangrando!" Como Ratas deletreadas al revés en inglés es Estrella (en inglés Rats al revés es Star), y vole, otro nombre en inglés para una rata de agua, es un anagrama de love que significa en inglés "amor", el nombre se consideró apropiado para la agenda de la organización porque tras un nombre gracioso (adecuado ya que los fundadores eran comediantes) como ratas de agua se esconde altos ideales de amor y fraternidad.
En la actualidad su cuartel general se ubica en el pub Gray's Inn Road.

## Miembros

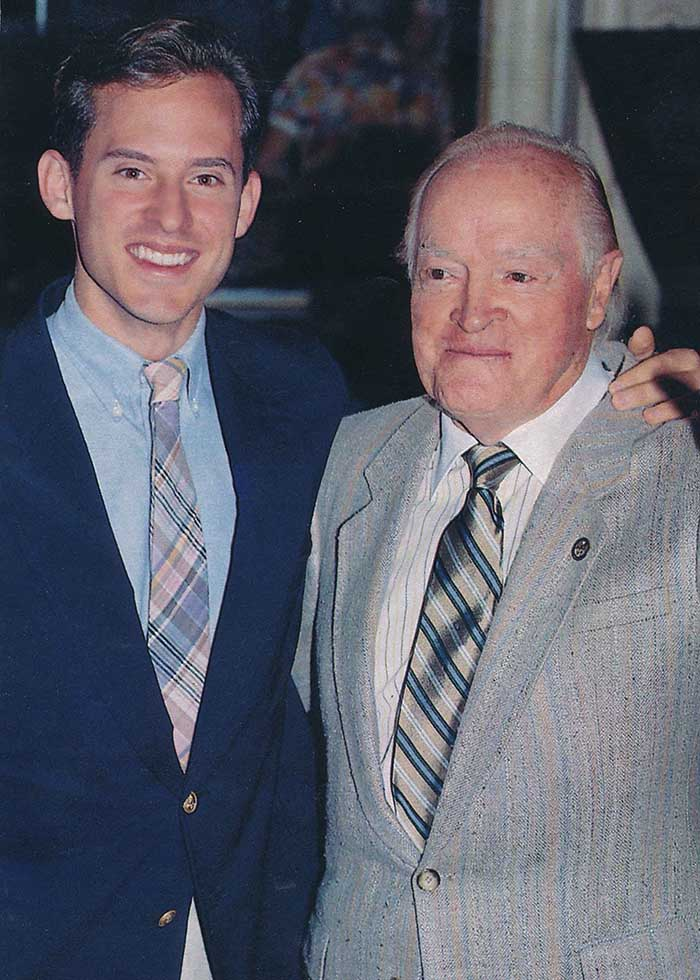
Bob y su nieto Zachary Hope, emergen del almuerzo de la Gran Orden de las Ratas de Agua en agosto de 1991

La membresía está limitada a 180 miembros masculinos de la industria del entretenimiento más 20 "Compañeros de las ratas", haciendo un total de 200 miembros. Unirse a la Orden es un proceso complicado que implica encontrar un proponente y un secundador dentro de la Orden, la consideración del Gran Consejo de la Orden y, finalmente, una votación que necesita una gran mayoría para tener éxito.
Los miembros de la orden usan un pequeño emblema dorado con forma de rata de agua en la solapa izquierda de sus chaquetas, y si una rata de agua se encuentra con otra que no lleva su emblema, recibe una multa y el dinero se destina a obras de caridad. El mago David Nixon usó el suyo mientras aparecía en televisión, y explicó que, como actual Rey Rata, podría ser multado por cualquier otro miembro que lo viera en la pantalla sin él.
También hay un pequeño número de "Compañeros de las ratas", hombres distinguidos de varios campos de negocios e influencia que no son artistas pero que han logrado reconocimiento por su apoyo y amistad con la Orden. Estos incluyen al difunto Príncipe Felipe,  Duque de Edimburgo, o su hijo, Carlos III del Reino Unido.

## Rey Rata
El Rey Rata es la cabeza de la organización. El cargo se ejerce usualmente durante un periodo de 1 año.
Ostentadores:
- 1890 Harry Freeman
- 1891 Dan Leno
- 1892 Dan Leno
- 1893 Wal Pink
- 1894 Joe Elvin
- 1895 J. W. Cragg
- 1896 Eugene Stratton
- 1897 Dan Leno
- 1898 Joe O'Gorman (senior)
- 1899 Paul Martinetti
- 1900 Eugene Stratton
- 1901 Joe O'Gorman
- 1902 Wal Pink
- 1903 Fred Russell
- 1904 Tom McNaughton
- 1905 Arthur Reece
- 1906 Little Tich
- 1907 J. Allison
- 1908 W.H. Clemart
- 1909 Fred Ginnett
- 1910 C. Warren
- 1911 Harry Tate
- 1912 Charles Austin
- 1913 Charles Austin
- 1914 Fred Russell
- 1915 William Bankier
- 1916 Lew Lake
- 1917 Lew Lake
- 1918 Charles Austin
- 1919 William Bankier
- 1920 Deane Tribune
- 1921 George D'Albert

Suspensión de actividad de 1922 a 1926
- 1927 Charles Austin
- 1928 Charles Austin
- 1929 Fred Russell
- 1930 Talbot O'Farrell
- 1931 Will Hay
- 1932 Charles Austin
- 1933 Joe Morrison
- 1934 Will Fyffe
- 1935 Marriott Edgar
- 1936 George Wood
- 1937 Stanley Damerell
- 1938 Fred Miller
- 1939 Fred Russell
- 1940 Will Hay
- 1941 John Sharman
- 1942 George Jackley
- 1943 Tom Moss
- 1944 George Doonan
- 1945 Bud Flanagan
- 1946 Teddy Brown (fallecido) / Bud Flanagan
- 1947 Robb Wilton
- 1948 Albert Whelan
- 1949 Ted Ray
- 1950 Ted Ray
- 1951 Bud Flanagan
- 1952 Charlie Chester
- 1953 Ben Warriss
- 1954 George Elrick
- 1955 Tommy Trinder
- 1956 Dave O'Gorman
- 1957 Cyril Dowler
- 1958 Clarkson Rose
- 1959 Johnny Riscoe
- 1960 Arthur Scott
- 1961 Ben Warriss
- 1962 Ben Warriss
- 1963 Tommy Trinder
- 1964 Ted Ray
- 1965 Tommy Trinder
- 1966 Arthur Haynes
- 1967 Terry Cantor
- 1968 Frankie Vaughan
- 1969 Harry Seltzer
- 1970 Phil Hindin
- 1971 George Martin
- 1972 Albert Stevenson
- 1973 George Elrick
- 1974 Cyril Dowler
- 1975 Joe Church
- 1976 David Nixon
- 1977 David Nixon
- 1978 Donald Ross
- 1979 David Berglas
- 1980 Henry Cooper
- 1981 Declan Cluskey
- 1982 Charlie Smithers
- 1983 Len Lowe
- 1984 Davy Kaye
- 1985 Les Dawson
- 1986 Alan Freeman
- 1987 Danny La Rue
- 1988 Bernard Bresslaw
- 1989 Roy Hudd
- 1990 David Lodge
- 1991 Wyn Calvin
- 1992 Bert Weedon
- 1993 John Inman
- 1994 Roger De Courcey
- 1995 Paul Daniels
- 1996 Paul Daniels
- 1997 Alf Pearson
- 1998 Frankie Vaughan
- 1999 Gorden Kaye
- 2000 Roy Hudd
- 2001 Don Smoothey
- 2002 Keith Simmons
- 2003 Chas McDevitt
- 2004 Chas McDevitt
- 2005 Melvyn Hayes
- 2006 Kaplan Kaye
- 2007 Kaplan Kaye
- 2008 Kaplan Kaye
- 2009 Graham Cole
- 2010 Derek Martin
- 2011 Keith Simmons
- 2012 Joe Pasquale
- 2013 Jess Conrad
- 2014 Rick Wakeman
- 2015 Rick Wakeman
- 2016 Ian Richards
- 2017 Ian Richards
- 2018 Adger Brown
- 2019 Nicholas Parsons
- 2020 Duggie Brown
- 2021 Duggie Brown

## Gran Orden de las Damas Ratas
La Gran Orden de las Damas Ratas (en inglés: Grand Order of Lady Ratlings), es una organización hermana para artistas femeninas y para esposas, hermanas e hijas de artistas masculinos, se estableció en 1929, cuando Fred Russell era el Rey Rata. Su esposa, Lillian Russell, fue la primera Reina Rata. A partir de 1965, la membresía se restringió a "artistas reconocidos, aquellos directamente relacionados con la profesión teatral, esposas de Ratas de agua y Compañeros ratas". En 1931, Minnie O'Farrell, la esposa de Talbot O'Farrell, inició la "Copa de la bondad", que posteriormente se convirtió en una organización benéfica reconocida.